# Grand Prix automobile du Luxembourg 1997
GP précédent GP suivant
Le Grand Prix automobile du Luxembourg 1997 (Grosser Preis von Luxemburg 1997), disputé sur le Nürburgring en Allemagne le 28 septembre 1997, est la 612e épreuve de l'histoire du championnat du monde de Formule 1 courue depuis 1950 et la quinzième manche du championnat 1997.

## Dénomination du Grand Prix
En 1976, avant même l'accident de Niki Lauda sur le circuit du Nürburgring, les organisateurs du Grand Prix d'Allemagne renoncent à utiliser ce circuit jugé trop dangereux et décident de courir sur le circuit d'Hockenheim à partir de 1977. Selon le règlement de la FIA, une fédération nationale ne peut organiser deux Grands Prix par saison. Pour contourner ce point de règlement, le circuit du Nürburgring, rénové après deux ans de travaux, fait son retour au calendrier en 1984 en tant que Grand Prix d'Europe. C'est également sous cette appellation que le Nürburgring figure au calendrier des saisons 1995 et 1996.
Pour la saison 1997, c'est le circuit de Jerez, en Espagne, qui est choisi pour accueillir le Grand Prix d'Europe. Pour rester au calendrier de la F1, le Nürburgring doit trouver une nouvelle appellation. Les propriétaires du circuit obtiennent l'accord du Luxembourg et le Grand Prix du Luxembourg fait son apparition au calendrier,.
Grâce à cette appellation, les écuries peuvent contourner la législation sur le tabac et l'alcool dont la publicité est interdite en Allemagne.

## Engagés
Sur les douze écuries engagées au début du championnat, onze sont présentes au Grand Prix du Luxembourg : l'écurie MasterCard Lola F1 Team ayant déclaré forfait pour le reste de la saison à l'occasion de la deuxième manche du calendrier, au Brésil.
Concernant les vingt-deux pilotes titulaires, Olivier Panis fait son retour à la compétition après son accident survenu au Canada,. Forfait pendant sept courses, le pilote français avait été remplacé par l'Italien Jarno Trulli qui se retrouve sans volant jusqu'à la fin de saison,,.
Lors de ce Grand Prix, l'écurie Benetton annonce un changement concernant son poste de directeur : Flavio Briatore cède sa place à David Richards. Ce dernier arrive en provenance du Subaru World Rally Team et prendra ses fonctions après la course luxembourgeoise,,.

## Résultats des qualifications
Comme c'est le cas depuis la saison 1996, il n'y a plus qu'une seule séance de qualifications, le samedi de 13 h à 14 h, et elle est limitée à douze tours complets maximum par pilote. Également introduite en 1996, la règle des 107% est toujours en vigueur : si un pilote signe un temps supérieur à 107% de celui de la pole position, il ne sera pas autorisé à prendre le départ de la course.

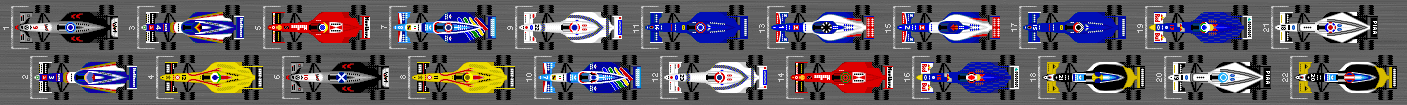
La grille de qualification du Grand Prix du Luxembourg 1997.

| Pos.                           | No | Pilote                | Écurie            | Temps    | Écart  | Tours |
| ------------------------------ | -- | --------------------- | ----------------- | -------- | ------ | ----- |
| 1                              | 9  | Mika Häkkinen         | McLaren-Mercedes  | 1:16.602 |        | 11    |
| 2                              | 3  | Jacques Villeneuve    | Williams-Renault  | 1:16.691 | +0.089 | 10    |
| 3                              | 4  | Heinz-Harald Frentzen | Williams-Renault  | 1:16.741 | +0.139 | 12    |
| 4                              | 12 | Giancarlo Fisichella  | Jordan-Peugeot    | 1:17.289 | +0.687 | 11    |
| 5                              | 5  | Michael Schumacher    | Ferrari           | 1:17.385 | +0.783 | 11    |
| 6                              | 10 | David Coulthard       | McLaren-Mercedes  | 1:17.387 | +0.785 | 12    |
| 7                              | 8  | Gerhard Berger        | Benetton-Renault  | 1:17.587 | +0.985 | 9     |
| 8                              | 11 | Ralf Schumacher       | Jordan-Peugeot    | 1:17.595 | +0.993 | 11    |
| 9                              | 22 | Rubens Barrichello    | Stewart-Ford      | 1:17.614 | +1.012 | 12    |
| 10                             | 7  | Jean Alesi            | Benetton-Renault  | 1:17.620 | +1.018 | 11    |
| 11                             | 14 | Olivier Panis         | Prost-Mugen-Honda | 1:17.650 | +1.048 | 11    |
| 12                             | 23 | Jan Magnussen         | Stewart-Ford      | 1:17.722 | +1.120 | 11    |
| 13                             | 1  | Damon Hill            | Arrows-Yamaha     | 1:17.795 | +1.193 | 12    |
| 14                             | 6  | Eddie Irvine          | Ferrari           | 1:17.855 | +1.253 | 12    |
| 15                             | 2  | Pedro Diniz           | Arrows-Yamaha     | 1:18.128 | +1.526 | 11    |
| 16                             | 16 | Johnny Herbert        | Sauber-Petronas   | 1:18.303 | +1.701 | 10    |
| 17                             | 15 | Shinji Nakano         | Prost-Mugen-Honda | 1:18.699 | +2.097 | 12    |
| 18                             | 21 | Tarso Marques         | Minardi-Hart      | 1:19.347 | +2.745 | 12    |
| 19                             | 17 | Gianni Morbidelli     | Sauber-Petronas   | 1:19.490 | +2.888 | 12    |
| 20                             | 19 | Mika Salo             | Tyrrell-Ford      | 1:19.526 | +2.924 | 12    |
| 21                             | 18 | Jos Verstappen        | Tyrrell-Ford      | 1:19.531 | +2.929 | 12    |
| 22                             | 20 | Ukyo Katayama         | Minardi-Hart      | 1:20.615 | +4.013 | 11    |
| Règle des 107% (en) : 1:21.964 |    |                       |                   |          |        |       |

## Course

### Déroulement de l'épreuve
Au départ, Mika Hakkinen, auteur de la pole, vire en tête au premier virage. Il devance son coéquipier David Coulthard, auteur d'un départ canon et qui s'élançait depuis la sixième position. L'Écossais a rapidement débordé Fisichella, placé juste devant lui sur la grille, puis les deux Williams qui se sont touchées avant le premier virage. Une touchette sans gravité pour Villeneuve qui pointe alors à la troisième place mais force Frentzen à un écart dans le gravier. Derrière ce quatuor, Fisichella et les frères Schumacher se retrouvent à trois de front à l'amorce du premier virage. Fisichella, à la corde, mord sur la bordure et pousse Ralf Schumacher à sa gauche, contre la Ferrari de Michael Schumacher. La roue arrière gauche de la Jordan de Schumacher heurte le flanc droit de la Ferrari, passe par-dessus et sort de la piste, en direction du gravier, emmenant la Ferrari avec elle.
Michael Schumacher reprend la piste mais il doit abandonner la course un tour plus tard, à cause de problèmes de suspensions causés par cet accrochage.
« C'est dommage que je me sois accroché avec mon frère mais ce n'est la faute de personne en particulier. Ce n'était pas fait exprès, ce sont les aléas des sports automobiles », déclare Michael Schumacher après la course.
Après le premier ravitaillement, Villeneuve accuse 18 secondes de retard sur Hakkinen, le leader et 5 secondes de retard sur Coulthard qui occupe la deuxième position. Mais au 42e tour, David Coulthard qui attaque la ligne droite du départ connaît une casse moteur et se range juste après la sortie des stands, dans l'herbe, et abandonne. Villeneuve est alors deuxième et un tour plus tard, au même endroit que Coulthard, le moteur de Mika Hakkinen explose. Le pilote finlandais se range lui aussi dans l'herbe à la sortie des stands et abandonne. Jacques Villeneuve se retrouve ainsi en tête de la course, position qu'il conserve jusqu'à l'arrivée.
Le Canadien s'impose avec près de douze secondes d'avance sur Jean Alesi. Frentzen complète le podium tandis que Berger et Diniz se classent respectivement quatrième et cinquième. Enfin, pour son retour à la compétition, Olivier Panis se classe sixième et termine ainsi dans les points.

### Classement de la course
| Pos. | No | Pilote                | Écurie            | Tours | Temps/Abandon                      | Grille | Points |
| ---- | -- | --------------------- | ----------------- | ----- | ---------------------------------- | ------ | ------ |
| 1    | 3  | Jacques Villeneuve    | Williams-Renault  | 67    | 1 h 31 min 27 s 843 (200,200 km/h) | 2      | 10     |
| 2    | 7  | Jean Alesi            | Benetton-Renault  | 67    | + 11 s 770                         | 10     | 6      |
| 3    | 4  | Heinz-Harald Frentzen | Williams-Renault  | 67    | + 13 s 048                         | 3      | 4      |
| 4    | 8  | Gerhard Berger        | Benetton-Renault  | 67    | + 16 s 416                         | 7      | 3      |
| 5    | 2  | Pedro Diniz           | Arrows-Yamaha     | 67    | + 43 s 147                         | 15     | 2      |
| 6    | 14 | Olivier Panis         | Prost-Mugen-Honda | 67    | + 43 s 075                         | 11     | 1      |
| 7    | 16 | Johnny Herbert        | Sauber-Petronas   | 67    | + 44 s 354                         | 16     |        |
| 8    | 1  | Damon Hill            | Arrows-Yamaha     | 67    | + 44 s 777                         | 13     |        |
| 9    | 17 | Gianni Morbidelli     | Sauber-Petronas   | 66    | + 1 tour                           | 19     |        |
| 10   | 19 | Mika Salo             | Tyrrell-Ford      | 66    | + 1 tour                           | 20     |        |
| Abd. | 18 | Jos Verstappen        | Tyrrell-Ford      | 50    | Transmission                       | 21     |        |
| Abd. | 9  | Mika Häkkinen         | McLaren-Mercedes  | 43    | Moteur                             | 1      |        |
| Abd. | 22 | Rubens Barrichello    | Stewart-Ford      | 43    | Panne hydraulique                  | 9      |        |
| Abd. | 10 | David Coulthard       | McLaren-Mercedes  | 42    | Moteur                             | 6      |        |
| Abd. | 23 | Jan Magnussen         | Stewart-Ford      | 40    | Arbre de transmission              | 12     |        |
| Abd. | 6  | Eddie Irvine          | Ferrari           | 22    | Moteur                             | 14     |        |
| Abd. | 15 | Shinji Nakano         | Prost-Mugen-Honda | 16    | Moteur                             | 17     |        |
| Abd. | 5  | Michael Schumacher    | Ferrari           | 2     | Collision                          | 5      |        |
| Abd. | 21 | Tarso Marques         | Minardi-Hart      | 1     | Panne électrique                   | 18     |        |
| Abd. | 20 | Ukyo Katayama         | Minardi-Hart      | 1     | Collision                          | 22     |        |
| Abd. | 12 | Giancarlo Fisichella  | Jordan-Peugeot    | 0     | Collision                          | 4      |        |
| Abd. | 11 | Ralf Schumacher       | Jordan-Peugeot    | 0     | Collision                          | 8      |        |

## Pole position et record du tour
- Pole position : Mika Häkkinen en 1 min 16 s 602 (vitesse moyenne : 214,068 km/h).
- Meilleur tour en course : Heinz-Harald Frentzen en 1 min 18 s 805 au 32e tour (vitesse moyenne : 208,083 km/h).

## Tours en tête
- Mika Häkkinen : 40 (1-28 / 32-43)
- David Coulthard : 3 (29-31)
- Jacques Villeneuve : 24 (44-67)

## Statistiques
- 11e et dernière victoire pour Jacques Villeneuve.
- 103e victoire pour Williams en tant que constructeur.
- 95e victoire pour Renault en tant que motoriste.